# Grexit
Grexit (od engleskih riječi Greece za Grčku i exit za izlazak) je skraćenica za grčki izlazak iz eurozone, odnosno grčki izlazak iz Europske unije. Izraz je stekao popularnost kao jedan od izglednih rezultata krize grčkog javnog duga. Grexit su kao izraz prvi uporabili vodeći analitičari Citigroupa 6. veljače 2012.  Willem H. Bulter i Ebrahima Rahbarija. 
Njegovom sve češćem spominjaju kao mogućeg ishoda krize je značajno pridonijela i njena sve izraženija politička dimenzija, prije svega u odnosima Grčke s ostalim državama-članicama EU, prije svega Njemačkom, čija vlada na čelu s kancelarkom Angelom Merkel inzistira na dosljednom ispunjavanju kreditnih obaveza.
U samoj Grčkoj je takvo stanje stvari izazvalo jačanje germanofobnog raspoloženja, dok se i u samoj Njemačkoj jača raspoloženje da se Grčkoj dozvoli napustiti eurozonu i euro, s obzirom na to da financijska pomoć, koju pretežno pružaju njemački porezni obveznici, nije proizvela nikakve opipljive pozitivne efekte.
Špekulacije o mogućem Grexitu su se dodatno intenzivirale otkako je početkom 2015. na vlast u Grčkoj došla nova koalicijska vlada na čelu s radikalno lijevom strankom Syriza; iako je njen premijer Aleksis Cipras i dalje službeno inzistirao na ostanku Grčke u eurozoni i EU, njen službeni stav je bio da je politika rezova na kojoj inzistira vodstvo EU neodrživa te da za njeno nastavljanje više nemaju demokratski mandat. Dio svjetskih i europskh ekonomista, pak, smatra da bi Grexit u obliku grčkog napuštanja eura i povratka nacionalne valute drahme mogao imati određene pozitivne efekte, prije svega kroz povećanje konkurentnosti turističke djelatnosti, dok bi s druge strane Grčkoj na duži rok bio zatvoren pristup svjetskim i europskim financijskim tržištima.